# El príncipe gallo
"El príncipe gallo" es el segundo episodio de la primera temporada de la serie de televisión estadounidense Fargo. Fue escrito por el creador de la serie Noah Hawley y dirigido por Adam Bernstein. 
El título se refiere a la parábola judía del mismo nombre.
En el episodio, la mafia de Fargo envía a dos asesinos a sueldo, Wrench (Russell Harvard) y Numbers (Adam Goldberg), para encontrar al hombre detrás del asesinato de Sam Hess; el hombre en cuestión, Lorne Malvo (Billy Bob Thornton), es contratado por el "Rey de los Supermercados" Stavros Milos (Oliver Platt) para encontrar al autor de unos chantajes que recibió. Mientras tanto, la diputada Molly Solverson (Allison Tolman) sospecha que Lester Nygaard (Martin Freeman) está muy involucrado en el caso de asesinato, pero no puede convencer al nuevo jefe de policía Bill Oswalt (Bob Odenkirk) de ello.

## Sinopsis
Wrench y Numbers son dos sicarios enviados desde Fargo a Bemidji en busca del asesino de Sam Hess. Un asociado llamado Max Gold los lleva al club de estriptis donde fue asesinado y secuestran a un sospechoso. Cuando luego se les dice que él no es el indicado, lo matan arrojándolo a un agujero en el hielo.
Mientras tanto, Bill Oswalt se convierte en el nuevo jefe de policía, y él y la detective Molly Solverson difieren sobre los sospechosos de la muerte de Thurman. Ella cree que Lester Nygaard está conectado con el hombre congelado en el accidente automovilístico y los asesinatos de Sam Hess, Pearl Nygaard y Thurman, debido al hecho de que se lo vio hablar con Malvo sobre Hess. Bill cree que fue un vagabundo quien mató a Hess, Pearl y Thurman durante una invasión a su hogar. Ellos interrogan a Nygaard, quien afirma que no recuerda nada, y Bill, un amigo suyo de la infancia, se niega a creer que Lester sea capaz de algo tan despreciable. Sin embargo, Solverson continúa investigando a Nygaard sobre el asunto y como resultado es retirada del caso.
En Duluth, Malvo es contratado para averiguar quién está chantajeando a Stavros Milos, el "Rey de los Supermercados" de Minnesota. Milos cree que su exesposa podría ser la culpable. Malvo nota rastros de bronceado en la nota de chantaje, lo que lo lleva a creer que el novio actual de la exesposa, Don Chumph, es el culpable. Las noticias de los eventos en Bemidji llegan al Departamento de Policía de Duluth, donde Grimly se da cuenta de que el automóvil que detuvo coincide con el que fue robado allí.

## Recepción
El episodio registró 2.04 millones de espectadores. También fue aclamado por la crítica, con un índice perfecto de aprobación del 100% en el sitio de internet Rotten Tomatoes.